# Perelandra
Perelandra ist der Titel des 1943 erschienenen zweiten Romans der gleichnamigen Perelandra-Trilogie, einer Science-Fiction-Trilogie des britischen Literaturprofessors und Schriftstellers C. S. Lewis. Das allegorische Werk beschreibt das Prinzip des Sündenfalls.

## Handlung
Perelandra ist der Name des Planeten Venus, den der Sprachwissenschaftler Ransom in seiner zweiten interplanetarischen Reise besucht. Er wird dorthin geschickt, um seinen Kontrahenten Weston aufzuhalten, der dem Planeten in paradiesischem Zustand seine Unschuld rauben will. Denn auf Perelandra gibt es erst zwei Menschen, die vor dem Sündenfall leben. Durch die Zwiegespräche zwischen Ransom und Weston sowie beider Gespräche mit der Frau zeigt Lewis die Gründe für die Ursünde auf, die zum Bösen des Menschen geführt haben und auf Perelandra führen könnten.
Weiterhin wird das Wesen Gottes aus christlicher Sicht beschrieben.